# دوز معادل موز

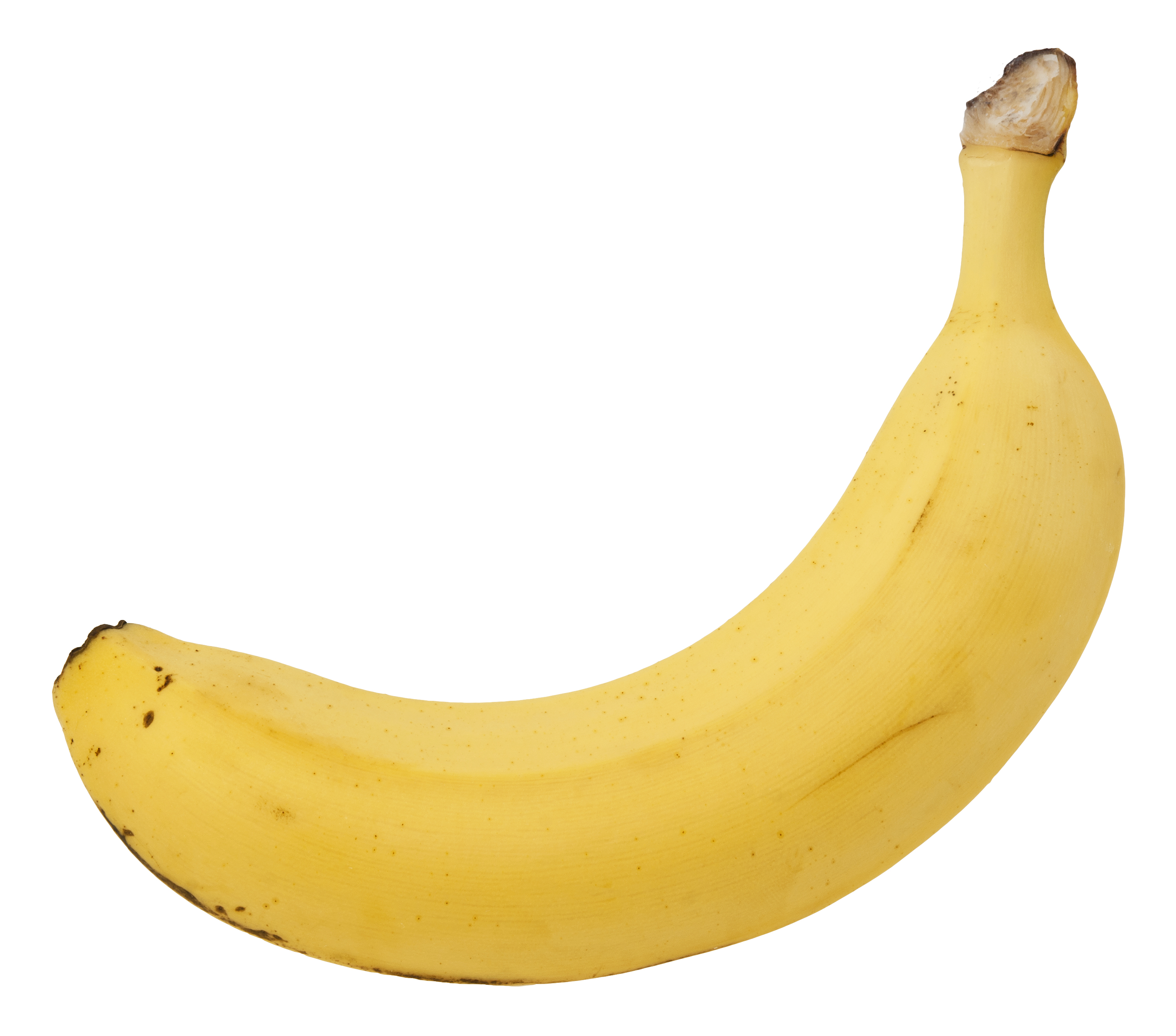
یک عدد موز حاوی مواد رادیواکتیو طبیعی در قالب پتاسیم-۴۰ است. اگر چه مقدار مواد رادیواکتیو در یک عدد موز از نظر محیطی و پزشکی اندک است، با این حال رادیواکتیوته یک کامیون حامل موز می‌تواند هنگام عبور از یک نمایشگر پورتال تشعشی که برای شناسایی قاچاق احتمالی مواد هسته‌ای در بنادر ایالات متحده استفاده می‌شوند، زنگ خطر را فعال نماید.

دوز معادل موز (انگلیسی: Banana equivalent dose) که به اختصار BED نامگذاری می‌شود، یک واحد غیررسمی یکای پرتو یونیزان است که به عنوان مثال آموزشی کلی برای مقایسهٔ دوز رادیواکتیو در مقابل دوز معادل خوردن یک موز متوسط از آن یاد می‌شود. موز حاوی ایزوتوپ پرتوزای طبیعی است، به ویژه پتاسیم-۴۰ (40K) که یکی از چندین ایزوتوپ‌های پتاسیم است. یک دوز معادل موز اغلب هم‌بسته با ۱۰−۷ سیورت (۰٫۱ μSv) است. هر چند در عمل، این دوز، دوز انباشته یا دوز تجمعی نیست چرا که پتاسیم موجود در غذاها برای حفظ هم‌ایستایی از طریق ادرار دفع می‌شود. میزان دقیق‌تر این دوز معادل ۹٫۸۲×10−8 سیورت یا حدود ۰٫۱ میکروسیورت (۱۰ میکرورم) به ازای هر ۱۵۰-گرم (۵٫۳-اونس) موز است.
دور معادل موز یک اندازه‌گیری غیررسمی است، بنابراین هر معادلی در این زمینه، لزوماً می‌تواند تقریبی باشد. با همهٔ این تفاسیر، برخی طرح چنین مواردی را به عنوان راهی برای آگاهی بخشیدن به مردم در زمینهٔ خطرات نسبی تشعشع‌ها، مفید می‌دانند. با توجه به این معادله‌ها، حداکثر نشت تابش مجاز برای یک نیروگاه هسته‌ای معادل ۲٬۵۰۰  (۲۵۰ μSv) BED در سال است، دوز کشنده حاد تشعشع نیز تقریباً ۳۵٬۰۰۰٬۰۰۰ (3.5 Sv, 350 rem) BED است. همچنین فردی که در فاصلهٔ ۱۶ کیلومتری از نیروگاه هسته‌ای تری مایل آیلند زندگی می‌کرده‌است، در هنگام وقوع حادثه تری مایل آیلند در سال ۱۹۷۹ به‌طور متوسط در معرض تابش ۸۰۰ BED تشعشع قرار گرفته‌است.
%۰٫۰۱۱۷ از پتاسیم موجود در طبیعت، ایزوتوپ ناپایدار پتاسیم ۴۰ است. این ایزوتوپ با نیمه‌عمر حدود ۱٫۲۵ (۴×1016 seconds) سال واپاشی هسته‌ای می‌شود بنابراین، پتاسیم طبیعی حدود ۳۱ بکرل است. سایر غذاهای غنی از پتاسیم-۴۰ عبارت هستند از سیب‌زمینی، لوبیا قرمز، تخمه آفتابگردان و فندقی. فندقی برزیلی به‌طور خاص، علاوه بر غنی بودن از پتاسیم ۴۰، ممکن است حاوی مقادیر قابل‌توجهی رادیوم نیز باشد. تنباکو نیز حاوی آثاری از توریم، پولونیم و اورانیوم است.